# روبرت جاك (لاعب كرة قدم مواليد 1957)
روبرت جاك (بالفرنسية: Robert Jacques)‏ هو لاعب كرة قدم فرنسي في مركز الهجوم، ولد في 16 فبراير 1957 في بيتي-بور في فرنسا. لعب مع إي أس نانسي وباريس سان جيرمان ونادي سانت إتيان ونادي فالينسيان.

## وصلات خارجية
- روبرت جاك (لاعب كرة قدم مواليد 1957) على موقع قاعدة بيانات كرة القدم.إي يو (الإنجليزية)
- روبرت جاك (لاعب كرة قدم مواليد 1957) على موقع ليكيب (الفرنسية)
- روبرت جاك (لاعب كرة قدم مواليد 1957) على موقع عالم كرة القدم.نت (الإنجليزية)